# Libythea pulchra
Libythea pulchra är en fjärilsart som beskrevs av Butler 1882. Libythea pulchra ingår i släktet Libythea och familjen praktfjärilar. Inga underarter finns listade i Catalogue of Life.